# Inverness
Inverness (Inbhir Nis på skotsk gaeliska vilket betyder "floden Ness' mynning") är en stad i norra Skottland. Staden är administrativt centrum för kommunen Highland, och har cirka 47 000 invånare (2012). 
Staden ligger där floden Ness mynnar i havsviken Moray Firth och är av den anledningen en naturlig knutpunkt för transport. Området hade sedan länge varit bebott av pikter när den missionerande munken S:t Columba kom hit år 565 för att omvända dessa. Med tiden kom skottar att bosätta sig här. Sina första stadsrättigheter fick Inverness under 1200-talet. Inte långt från staden ligger Culloden Moor, den plats där det sista slaget som utkämpats på brittisk mark stod den 16 april 1746.
Inverness har representanter både i det skotska och i det brittiska parlamentet. Staden har tre vänorter i Europa. I Inverness finns flera kulturella och idrottsliga sammanslutningar, och till de mest betydande evenemangen räknas de årliga Highland Games. Fotbollsklubben Inverness Caledonian Thistle FC spelar i Scottish Premier League och Clachnacuddin FC spelar i Highland Football League.
Omkring fem och en halv procent av befolkningen talar skotsk gaeliska och de flesta vägskyltarna runt Inverness är tvåspråkiga. 

## Geografi

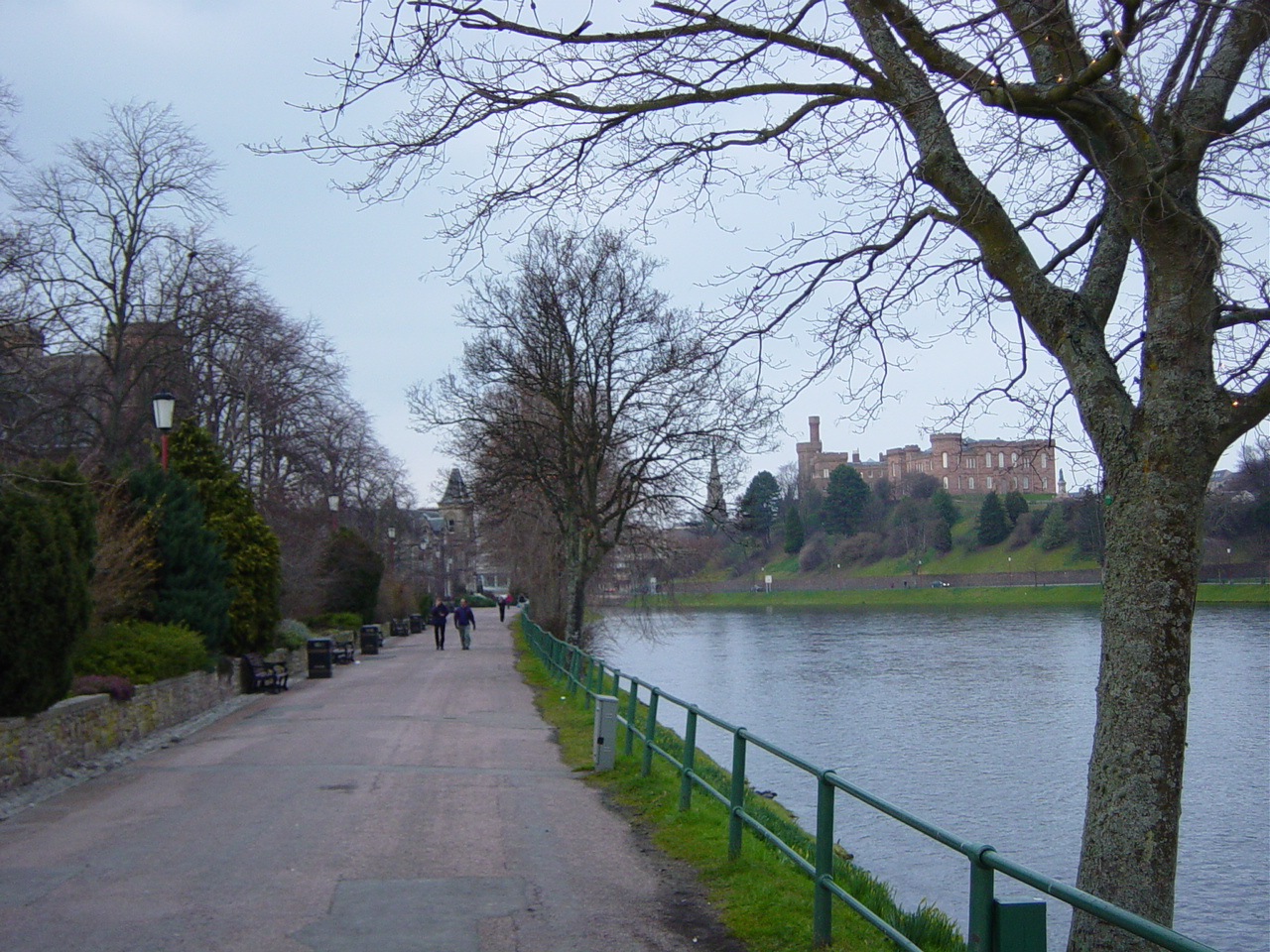
Floden Ness och Inverness Castle.

Inverness ligger vid floden Ness mynning och det är också av denna staden har fått sitt namn. Några kilometer väster om staden mynnar Caledonian Canal, vilken bland annat förbinder Loch Ness med Loch Oich och Loch Lochy och som på den skotska västkusten mynnar vid Fort William.
Öar i floden Ness, som Bught, och flodens stränder är populära promenadstråk, liksom även de skogklädda bergen Craig Phadraig och Craig Dunain.
En ovanlig omständighet beträffande Inverness är att staden saknar lagstadgade stadsgränser, trots att det senaste privilegiebrevet gällande stadens rättigheter är utfärdat 2001.[källa behövs]

## Ekonomi
Flertalet av de mer traditionella skotska industrierna såsom destillerierna har alltmer trängts undan av högteknologi, med design och framställning av hjälpmedel för diabetessjuka som framstående exempel.

## Transport
Inverness har tågförbindelser med städerna Perth, Edinburgh, Glasgow, London, Aberdeen, Thurso, Wick och Kyle of Lochalsh. Till London avgår snabbtåget Highland Chieftain till stationen King's Cross dagligen och nattåget Caledonian Sleeper till stationen Euston sex gånger per vecka. 
Inverness Dalcross Airport ligger 13 kilometer nordost om staden och har reguljära avgångar till orter i Storbritannien och Irland, däribland London, Dublin, Manchester, Edinburgh och Belfast, samt till öarna i norra och västra Skottland. 
Över Moray Firth går den kilometerlånga Kessockbron till halvön Black Isle. Ytterligare tre större landsvägar utgår från Inverness: A9, A82 och A96 (som bland annat leder till Aberdeen, Perth och Glasgow).